# Запоминающее устройство с произвольным доступом
Запоминающее устройство с произвольным доступом, также Запоминающее устройство с произвольной выборкой (сокращённо ЗУПВ; англ. random-access memory, RAM) — один из видов памяти компьютера, позволяющий единовременно получить доступ к любой ячейке (всегда за одно и то же время, вне зависимости от расположения) по её адресу на чтение или запись. Обычно используемая для хранения рабочих данных и машинного кода.
Это отличает данный вид памяти от устройств памяти первых компьютеров (последовательных компьютеров), созданных в конце 1940-х — начале 1950-х годов (EDSAC, EDVAC, UNIVAC), которые для хранения программы использовали разрядно-последовательную память на ртутных линиях задержки, при которой разряды слова для последующей обработки в АЛУ поступали последовательно один за другим.

## История
Ранние модели компьютеров, чтобы осуществить функции основной памяти ёмкостью сотни или тысячи бит, использовали реле, память на линиях задержки или различные виды вакуумных трубок.
Триггеры, построенные сперва на вакуумных триодах, а позднее на дискретных транзисторах, использовались для меньших по размеру и более быстрых блоков памяти, таких, как регистры и регистровые хранилища прямого доступа. До разработки интегральных микросхем память прямого доступа (или только для чтения) часто создавалась из матриц полупроводниковых диодов, управляемых дешифраторами адреса.
Ситуация в принципе изменилась с изобретением запоминающих устройств с произвольной выборкой, стала реализуемой разрядно-параллельная память, в которой все разряды слова одновременно считываются из памяти и обрабатываются АЛУ.
Первой практической формой памяти с произвольным доступом была трубка Вильямса, появившаяся в 1947 году. Она хранила данные в виде электрически заряженных пятен на поверхности электронно-лучевой трубки. Поскольку электронный луч ЭЛТ мог считывать и записывать пятна на трубке в любом порядке, доступ к памяти был произвольным. Ёмкость трубки Вильямса составляла от нескольких сотен до тысячи битов, но она была намного меньше, быстрее и энергоэффективнее, чем при использовании отдельных защёлок на вакуумных трубках. Разработанная в Манчестерском университете в Англии трубка Вильямса стала средой, на которой была реализована первая хранящаяся в электронном виде программа в компьютере Manchester Baby, который впервые успешно запустил программу 21 июня 1948 года. Фактически Baby служила испытательной платформой для демонстрации надёжности памяти.
Первой коммерческой ЭВМ, использующей новую организацию памяти, стала созданная в 1953 году IBM 701, а первой массово продаваемой (150 экземпляров) — выпущенная в 1955 году IBM 704, в которой были реализованы такие новшества, как память на ферритовых сердечниках и аппаратное средство вычисления чисел с плавающей запятой.
Внешние устройства IBM 704 и большинства компьютеров того времени были очень медленны (например, лентопротяжное работало со скоростью 15 тыс. символов в секунду, что было гораздо меньше скорости обработки данных процессором), а все операции ввода-вывода производились через АЛУ, что требовало принципиального решения проблемы низкой производительности на операциях ввода-вывода.
Одним из первых решений стало введение в состав ЭВМ специализированной ЭВМ, называемой каналом ввода-вывода, которое позволяло АЛУ работать независимо от устройств ввода-вывода. На этом принципе, путём добавления в состав IBM 704 ещё шести каналов ввода-вывода, построена IBM 709 (1958 год).
Первый широко распространённый тип перезаписываемой памяти прямого доступа был запоминающим устройством на магнитных сердечниках, разработанным в 1949—1952 годах, и впоследствии использовался в большинстве компьютеров вплоть до разработки интегральных схем статической и динамической памяти в конце 1960-х — начале 1970-х.
Для построения ЗУПВ современных персональных компьютеров широко применяются полупроводниковые запоминающие устройства, в частности, широко применяются СБИС запоминающих устройств оперативной памяти, по принципу организации подразделяемые на статические и динамические. В ОЗУ статического типа запоминающий элемент представляет собой триггер, изготовленный по той или иной технологии (ТТЛ, ЭСЛ, КМОП и др.), что позволяет считывать информацию без её потери. В динамических ОЗУ элементом памяти является ёмкость (например, входная ёмкость полевого транзистора), что требует восстановления записанной информации в процессе её хранения и использования. Это усложняет применение ОЗУ динамического типа, но позволяет реализовать больший объём памяти. В современных динамических ОЗУ имеются встроенные системы синхронизации и регенерации, поэтому по внешним сигналам управления они не отличаются от статических.

## Виды ЗУПВ

### Наполупроводниках

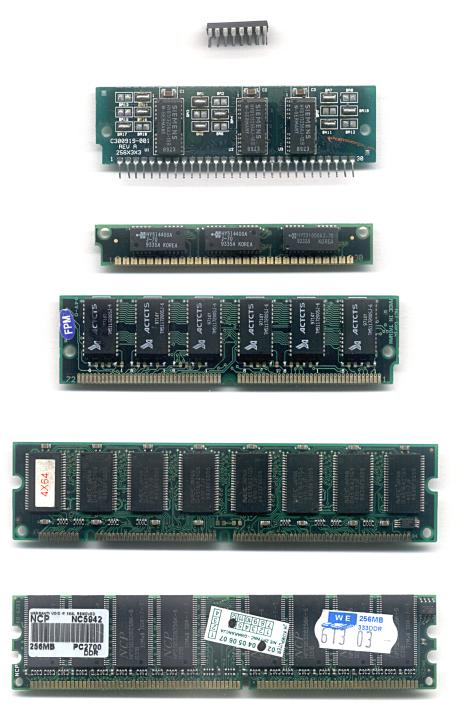
Эволюционное развитие конструкции модулей памяти, используемых в качестве ОЗУ компьютеров. Сверху вниз: DIP, SIPP, SIMM 30 pin, SIMM 72 pin, DIMM, DDR DIMM

- Полупроводниковая статическая (англ. Static Random Access Memory, SRAM) — ячейки представляют собой полупроводниковые триггеры. Достоинства — небольшое энергопотребление, высокое быстродействие. Отсутствие необходимости производить «регенерацию». Недостатки — малый объём, высокая стоимость. Благодаря принципиальным достоинствам широко используется в качестве кеш-памяти процессоров в компьютерах.
- Полупроводниковая динамическая (англ. Dynamic Random Access Memory, DRAM) — каждая ячейка представляет собой конденсатор на основе перехода КМОП-транзистора. Достоинства — низкая стоимость, большой объём. Недостатки — необходимость периодического считывания и перезаписи каждой ячейки — т. н. «регенерации», и, как следствие, понижение быстродействия, большое энергопотребление. Процесс регенерации реализуется специальным контроллером, установленным на материнской плате или в центральном процессоре. DRAM обычно используется в качестве оперативной памяти (ОЗУ) компьютеров.

В настоящее время[когда?] выпускается в виде модулей памяти — небольшой печатной платы, на которой размещены микросхемы запоминающего устройства.

### Наферромагнетиках
Ферромагнитная — представляет собой матрицу из проводников, на пересечении которых находятся кольца или биаксы, изготовленные из ферромагнитных материалов. Достоинства — устойчивость к радиации, сохранение информации при выключении питания; недостатки — малая ёмкость, большой вес, стирание информации при каждом чтении. В настоящее время в таком, собранном из дискретных компонентов виде, не применяется. Однако к 2003 году появилась магнитная память MRAM в интегральном исполнении. Сочетая скорость SRAM и возможность хранения информации при отключённом питании, MRAM является перспективной заменой используемым ныне типам ROM и RAM. Однако она на 2006 год была приблизительно вдвое дороже микросхем SRAM (при той же ёмкости и габаритах).